# Black Tot Day
Black Tot Day – dzień 31 lipca 1970 roku, w którym ostatni raz wydano codzienne racje rumu marynarzom służącym na okrętach brytyjskiej marynarki wojennej.

## Historia
Alkohol wydawano na angielskich, a później brytyjskich, okrętach w celu poprawy morale i zapału. Początkowo było to piwo, jednak jego racja z czasem urosła do galona dziennie na osobę. Piwo zostało ok. 1655 r. wyparte przez trwalszy rum w ilości pół pinty, który wytwarzano na zdobytej krótko wcześniej Jamajce. Jednakże rum – mocniej od piwa – silniej działał na organizm, przez co jego spożycie powodowało pijaństwo i brak dyscypliny. Aby je ukrócić, a jednocześnie nie narażać się na ryzyko buntu, poszukiwano sposobów na ograniczenie spożycia tego trunku. W tym celu 21 sierpnia 1740 r. admirał Edward Vernon nakazał rozcieńczenie dziennej racji rumu czterema częściami wody i wydawanie go dwa razy dziennie, co jednocześnie utworzyło formalny, codzienny zwyczaj. Od przezwiska stary grog, którym określano Vernona, wymyśloną przez niego mieszankę nazwano grogiem.
Ponieważ pijaństwo wciąż było problemem na okrętach Royal Navy, w 1823 r. rację grogu zmniejszono do ćwierć pinty, a rok później Rada Admiralicji ograniczyła przydział grogu do jednej porcji dziennie (ang. daily tot). Od 1850 r. rację grogu wydawano nie na każdej wachcie, ale w południe, zaś w 1851 r. zmniejszono rozmiar tej porcji jeszcze do jednej ósmej pinty. W okresie II wojny światowej Rada Admiralicji zaczęła sygnalizować obawy o bezpieczeństwo załóg, które nasiliły się w latach 1960.
28 stycznia 1970 r. Izba Gmin obradowała nad kwestią wydawania alkoholu w marynarce na posiedzeniu nazwanym później Wielką Debatą. Tradycji wydawania grogu bronił poseł i były marynarz James Wellbeloved, który twierdził, że nie ma dowodów wpływu rumu na wydajność marynarki, a dodatkowo rum miał, jego zdaniem, dawać marynarzom większą siłę i determinację do wykonywania obowiązków, a także stabilizować żołądek na sztormowych wodach. Ostatecznie Izba Gmin przychyliła się jednak do opinii Davida Owena, który wskazał, że w przypadku częstego zjawiska podwajania przez marynarzy porcji grogu stężenie alkoholu we krwi jest większe niż dopuszczalne u kierowców w ruchu drogowym.
31 lipca 1970 r. marynarze zebrali się na ostatni przydział rumu, a wielu z nich założyło czarne opaski. Część urządzało rumowi pochówek w morzu, a w jednej z baz urządzono pogrzeb z trumną, bębniarzami i dudziarzami.
Marynarki innych państw Wspólnoty Narodów również zniosły wydawanie rumu w ślad za Brytyjczykami: np. Royal Canadian Navy w 1972 r., a Royal New Zealand Navy w 1990 r. Jednocześnie US Navy zniosła już w 1862 r. wydawanie grogu.
Z okazji pięćdziesiątej rocznicy Black Tot Day weterani urządzili wydarzenia upamiętniające ten dzień.